# بابا ألاسان ندياي
بابا ألاسان ندياي (بالفرنسية: Papa Alassane Ndiaye)‏ هو لاعب كرة قدم سنغالي، ولد في 15 مارس 1993. لعب مع ديسبورتيفو تروفينسي.

## وصلات خارجية
- بابا ألاسان ندياي على موقع Soccerway.com (الإنجليزية)